# Anomiopus cuprarius
Anomiopus cuprarius är en skalbaggsart som beskrevs av Edgar von Harold 1880. Anomiopus cuprarius ingår i släktet Anomiopus och familjen bladhorningar. Inga underarter finns listade i Catalogue of Life.